# Jip Janssen
Jip Janssen (14 oktober 1997) is een Nederlands hockeyer die uitkomt voor SV Kampong. Met Kampong werd hij Nederlands kampioen in 2017 en 2018. Janssen is vleugelverdediger en strafcornerspecialist.
Janssen is begonnen met hockey bij HC Naarden onder de hoede van trainer Mark Kleinsma. Op 15-jarige leeftijd stapte hij over naar Kampong. Janssen debuteerde in 2017 in de nationale ploeg en werd in 2019 geselecteerd voor deelname aan het Europees Kampioenschap, zijn eerste grote titeltoernooi.
Met het nationale team behaalde hij brons tijdens de Hockey Pro League 2019 en het Europees kampioenschap 2019, en goud tijdens het  Europees kampioenschap 2021 en 2023.
In het seizoen 2024/2025 komt hij in de wintermaanden uit voor het Indiaase team Tamil Nadu Dragons.

## Erelijst
Nederlands team
- Hockey Pro League 2019, Amstelveen
- Europees kampioenschap 2019, Antwerpen
- 5e Hockey Pro League 2020
- Europees kampioenschap 2021, Amstelveen
- 6e Olympische Spelen 2020, Tokio
- Hockey Pro League 2021/22
- Wereldkampioenschap 2023, Bhubaneswar en Rourkela
- Hockey Pro League 2022/23
- Europees kampioenschap 2023, Mönchengladbach
- Olympische Spelen 2024, Parijs

Seve van Ass · 
Billy Bakker · 
Lars Balk · 
Pirmin Blaak · 
Thierry Brinkman · 
Jorrit Croon · 
Thijs van Dam · 
Jonas de Geus · 
Jeroen Hertzberger · 
Jip Janssen · 
Robbert Kemperman · 
Joep de Mol · 
Mirco Pruyser ·  
Glenn Schuurman · 
Mink van der Weerden · 
Sander de Wijn · 
Coach: Max Caldas
Seve van Ass ·  
Lars Balk ·  
Koen Bijen ·  
Pirmin Blaak ·  
Justen Blok ·  
Thierry Brinkman ·  
Jorrit Croon ·  
Thijs van Dam ·  
Jonas de Geus ·  
Steijn van Heijningen ·  
Tjep Hoedemakers ·  
Jip Janssen ·  
Floris Middendorp ·  
Joep de Mol ·  
Duco Telgenkamp ·  
Derck de Vilder ·  
Floris Wortelboer ·  
Steijn van Heijningen (invaller) ·  
Tijmen Reyenga (invaller) ·
Coach: Jeroen Delmee